# Salvátorská klauzule
Salvátorská klauzule (z latinského salvator – zachránce) je ujednání běžně používané ve smlouvách, jeho účelem je zajistit platnost co největší části smlouvy, pokud se některé dílčí ustanovení smlouvy ukáže být neplatným.
Pokud je nějaké ustanovení smlouvy neplatné (např. pro rozpor se zákonem), mohlo by se stát, že by kvůli tomu mohla být neplatná smlouva jako celek (např. pro neurčitost). Obě smluvní strany však často v takovém případě mají zájem na tom, aby alespoň zbytek smlouvy byl platný. Proto při uzavírání smlouvy použijí salvátorskou klauzuli, ve které se shodnou na tom, která ustanovení jsou tzv. oddělitelná, tedy v případě neplatnosti neovlivní zbytek smlouvy. (V angličtině se podle toho tato klauzule označuje jako severability clause („ustanovení o oddělitelnosti“).)

## Zákonná úprava
V Česku je tento základní princip již přímo součástí občanského zákoníku, který v § 576 stanoví:
Týká-li se důvod neplatnosti jen takové části právního jednání, kterou lze od jeho ostatního obsahu oddělit, je neplatnou jen tato část, lze-li předpokládat, že by k právnímu jednání došlo i bez neplatné části, rozpoznala-li by strana neplatnost včas.
§ 576 občanského zákoníku
Kvůli této zákonné úpravě není obecná salvátorská klauzule ve smlouvě nutná, může však konkrétně stanovit, které části smlouvy jsou oddělitelné, za jakých podmínek, případně jak se budou problematické situace řešit – smlouva tak někdy obsahuje tzv. „závazek součinnosti“, kdy se smluvní strany dohodnou, že v případě nejasností uskuteční všechny úkony, aby bylo možno dosáhnout účelu, za kterým je smlouva uzavřena.

## Obecnější význam
Obecněji se jako salvátorská klauzule označují i obdobná ustanovení právních předpisů.[zdroj?] Salvátorská klauzule v trestním zákoníku Karla V., Constitutio Criminalis Carolina z roku 1532, omezovala působnost tohoto zákoníku tak, že ponechávala v platnosti dosavadní trestní právo jednotlivých států.